# Marco Ramstein
Marco Ramstein, född den 22 november 1978 i Basel, Schweiz, är en schweizisk curlingspelare.
Han tog OS-brons i herrarnas curlingturnering i samband med de olympiska curlingtävlingarna 2002 i Salt Lake City.